# Veitstag

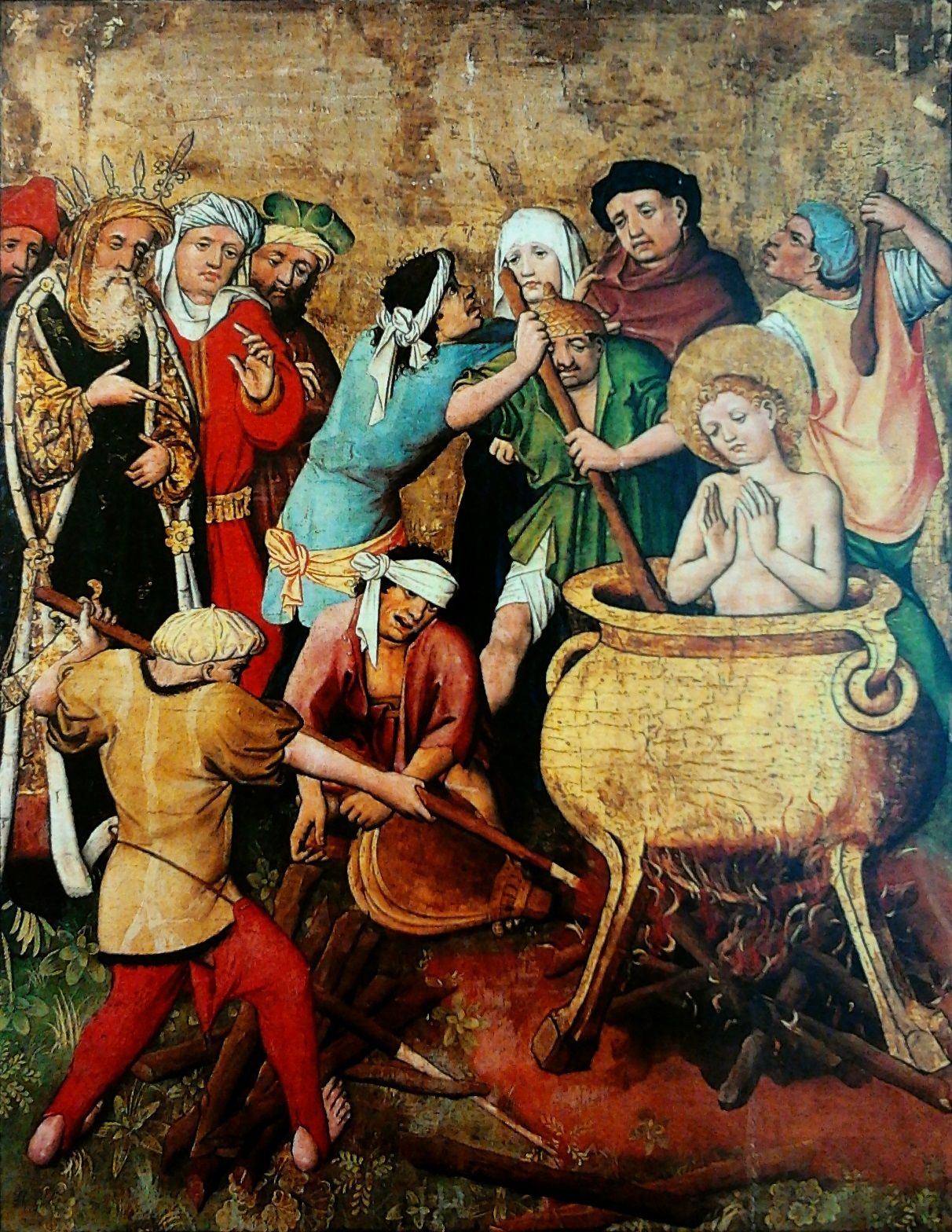
Das Martyrium des heiligen Veit (Darstellung um 1450)

Der Veitstag oder [St.] Vitustag am 15. Juni ist im Kirchenjahr der Gedenktag des heiligen Veit. In Teilen der Ostkirche, in denen der julianische Kalender verwendet wird, entspricht er im 20. und 21. Jahrhundert dem gregorianischen 28. Juni.

## Brauchtum
Neben dem heiligen Johannes wurde nur Veit dauerhaft zum Patron der Sommersonnenwende. Seit dem Spätmittelalter wurde der Veitstag oft statt des Johannistags als eigentlicher Sommeranfang gefeiert, da er seit Mitte des 13. Jahrhunderts für gut 100 Jahre die astronomische Sommersonnenwende markierte. Besonders im ländlich-agrarischen Raum etablierte sich Veit als Heiliger des Sommeranfangs, sodass am Veitstag die Heuernte begann, die Pflanzung und Saat bestimmter Pflanzen und die Sammlung von Heilkräutern erfolgte.

## Bei den Serben

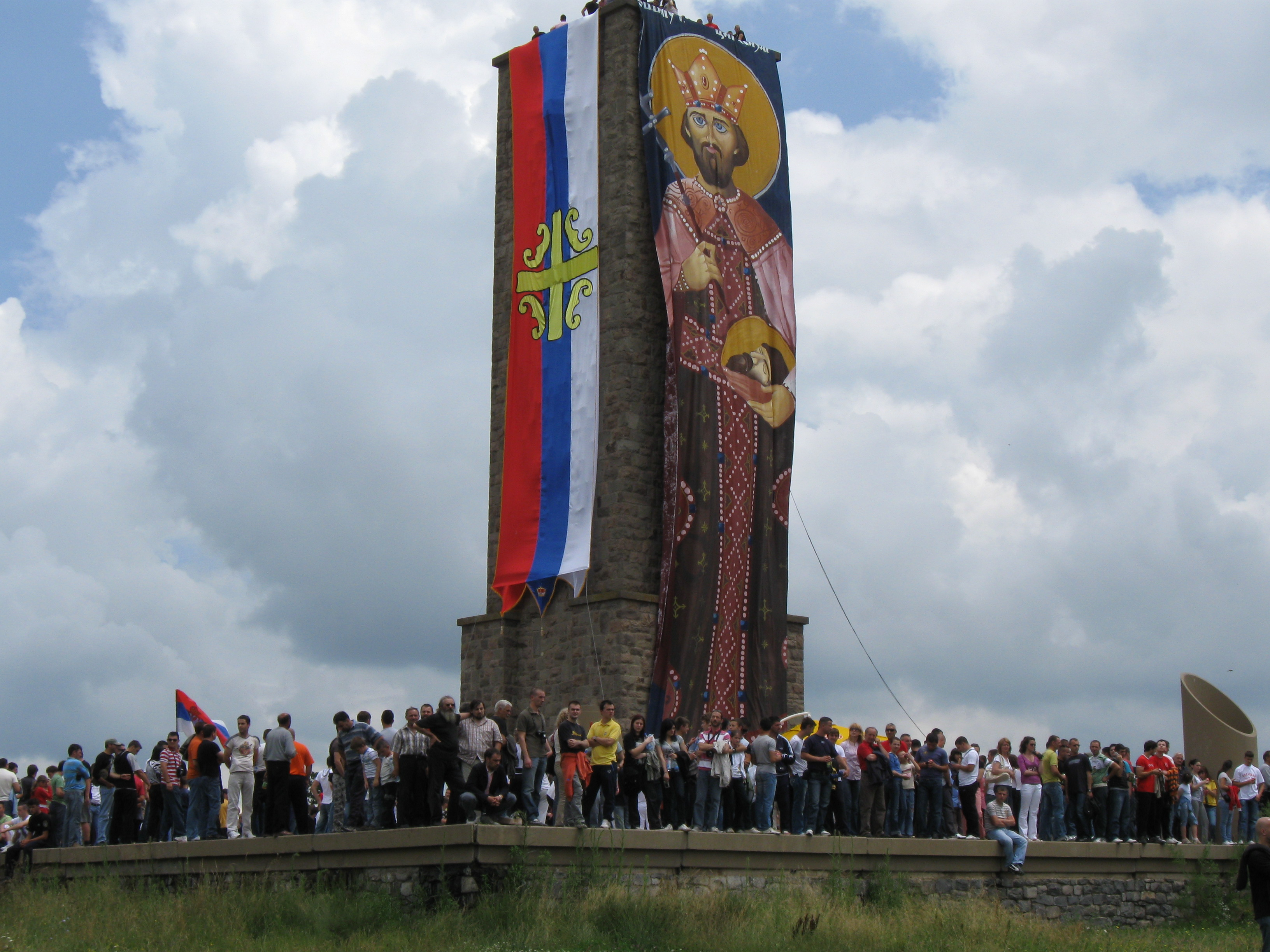
Vidovdan 2009 am Gazimestan, dem Denkmal am Ort der Amselfeldschlacht. Das Denkmal ist eingehüllt von der Flagge der Serbisch-Orthodoxen Kirche und der Darstellung des Lazar Hrebeljanović.

Besondere Bedeutung hat der Veitstag (serbisch Видовдан Vidovdan) als Gedenk- und Feiertag für die Serben. Die Heiligenverehrung des Veit war unter der westlichen, katholischen Bevölkerung in Südosteuropa stärker verbreitet als bei den orthodoxen Serben. Abgesehen von wichtigen Ausnahmen dominieren die Hinweise auf eine relativ späte neuzeitliche Übernahme des Veitskultes der katholischen Slawen in die Erinnerungskultur der Serben. Der serbisch-orthodoxe Geistliche Jovan Vučković schrieb 1889 dazu:

„Suchen wir nicht bei der serbischen orthodoxen Kirche den heiligen Vit, sie kann ihn uns nirgendwoher geben. Möchten wir einen heiligen Vit haben, dann finden wir ihn in russischen Heiligenviten, in russischen Prologen, in russischen Kalendern. Sein Name ist dort. Auch seine Vita ist dort. Ein Offizium gibt es nicht. Es ist nicht die Wahrheit, dass die orthodoxe Kirche ihn jemals stark verehrt habe. Aber wir wollen etwas, das uns an das Amselfeld erinnert.“

Denn im Zuge der Nationenbildung und der panslawischen Bewegungen des 19. Jahrhunderts gewann die serbische Erinnerung an die verlorene Schlacht auf dem Amselfeld am 15. Juni 1389 (Veitstag) eine besondere, nationale Bedeutung. Bei dieser Schlacht zwischen einem serbischen Heer aus Raszien, Bosnien, Zahumlje, Zeta und Travunien und einem osmanischen Heer, kamen auch die beiden gegnerischen Heerführer Knez Lazar Hrebeljanović und Sultan Murad I. um. Als Symbol der Aufopferung für die christlichen Werte und des Kampfes gegen die osmanische Fremdherrschaft ging diese Schlacht in die serbische Geschichte und Mythologie ein. Die 500-Jahr-Feier im Jahr 1889 fiel in eine Epoche der Nationalisierung des jungen serbischen Staates und gilt als erste große Inszenierung der serbischen Nation. In den Feiertagskalender der serbisch-orthodoxen Kirche wurde der Tag erst 1892 offiziell aufgenommen. Der Jahrestag der Schlacht wird in Serbien am 15. Junijul. / 28. Junigreg. gefeiert.
Am 28. Juni 1914 erschoss der bosnische Serbe Gavrilo Princip als Mitglied der serbisch-nationalistischen Vereinigung Mlada Bosna (Junges Bosnien), den österreichisch-ungarischen Thronfolger Franz Ferdinand in Sarajevo, was im weiteren Gang der Ereignisse zum Ersten Weltkrieg führte. Nach dem Ende dieses Krieges wurde die Verabschiedung der so genannten „Vidovdan-Verfassung“ des Königreichs der Serben, Kroaten und Slowenen, mit der eine zentralistische und monarchische Staatsordnung festlegt wurde, feierlich auf den 28. Juni 1921 gelegt.
Mit Vorbedacht legte die Kominform im Jahr 1948 die Verurteilung der Anführer der kommunistischen Partei Jugoslawiens in einer „Resolution über den Zustand in der KP Jugoslawiens“ auf den 28. Juni. Die Resolution stellte fest, dass die jugoslawische KP durch ihren von Stalin unabhängigen Kurs in den Grundfragen der Außen- und Innenpolitik vom Marxismus-Leninismus abgewichen sei und eine feindselige Politik gegenüber der Sowjetunion führe. Das Datum markiert den endgültigen Bruch zwischen der Sowjetunion und Jugoslawien.
Die bekannte Amselfeld-Rede des serbischen Präsidenten Slobodan Milošević zum 600. Jahrestag der Amselfeldschlacht wurde am Vidovdan 1989 gehalten und wird als Vorbote des nahenden Zerfalls Jugoslawiens angesehen. Daneben wurde Milošević am Vidovdan 2001 von den serbischen Behörden an das UN-Kriegsverbrechertribunal in Den Haag ausgeliefert.
Am Vidovdan (28. Juni) 2008 errichteten Serben im Nordkosovo, parallel zum kosovarischen, ein eigenes Parlament.

## Bauernregeln
- „Nach St. Veit wendet sich die Zeit, alles geht auf die andere Seit’.“[7]
- „Hier mag die Sunn nit höher!“